# سلمى غريب
سلمى غريب، ممثلة مصرية.

## حياتها
مثلت في العديد من المسلسلات والأفلام المصرية بأدوار مختلفة وشاركت بعام 2007 بمسلسل كويتي اسمه بلاغ للراي العام.

## أعمالها
- الامام مسلم (مسلسل)
- أبناء ولكن (مسلسل/1993)
- سارق الفرح (فيلم/1995) : سميه
- الحلو مايكملش (الفوازير/1997)
- الكومي (مسلسل/2001)
- حديث الصباح والمساء (مسلسل/2001) : شهيرة
- أحلى الأوقات (فيلم/2004) : ليلى
- المنصورية (مسلسل/2005)
- ريا وسكينه (مسلسل/2005)
- الشارد (مسلسل/2005)
- مبروك جالك قلق (مسلسل/2005)
- يا أنا يا خالتى (فيلم/2005) : سجانة
- فرحان ملازم آدم (فيلم/2005)
- ظاظا (فيلم/2006)
- عبده مواسم (فيلم/2006)
- ثمن دستة اشرار (فيلم/2006) : زينب
- العندليب (مسلسل/2006) : كوكب الشرق أم كلثوم
- أحزان مريم (مسلسل/2006)
- الشبح (فيلم/2007) : ضيف شرف
- بلاغ للرأي العام (مسلسل/2007)
- ألوان السما السبعة (فيلم/2007) : ساميه
- أكبر الكبائر (فيلم قصير/2007) : أم جاد
- شارع 18 (فيلم/2008) : عمة آيه
- كلام نسوان (مسلسل/2009)
- علشان ماليش غيرك (مسلسل/2009)
- عصابة بابا وماما (مسلسل/2009) : ضيف شرف
- كريمة ..كريمة (مسلسل/2009) : سميرة
- ليالي (مسلسل/2009) : تهاني
- وكالة عطية (مسلسل/2009)
- لحظات حرجة 2 (مسلسل/2010)
- شيخ العرب همام (آخر ملوك الصعيد) (مسلسل/2010) : شمش زوجة إسماعيل
- بابا نور (مسلسل/2010)
- العتبة الحمرا (مسلسل/2010)
- سنوات الحب والملح (مسلسل/2010)
- خط ساخن 2020

## التمثيليات التلفزيونية
-الطير المهاجر بدور ميساء

## روابط خارجية
- سلمى غريب على موقع IMDb (الإنجليزية)
- سلمى غريب على موقع الدهليز
- سلمى غريب على موقع قاعدة بيانات الأفلام العربية